# Eichenberger Bach
Der Eichenberger Bach, auch Eichbach genannt, ist ein knapp fünf Kilometer langer, nördlicher und rechter Zufluss des Sailaufbaches im unterfränkischen Landkreis Aschaffenburg im bayerischen Spessart. Fälschlicherweise wird der Eichenberger Bach in manchen Karten als Oberlauf des Sailaufbaches bezeichnet.

## Geographie

### Verlauf
Der Eichenberger Bach entspringt auf einer Höhe von 362 m ü. NHN im Sailaufer Forst oberhalb von Eichenberg im Waldgartenborn am Gartenberg (489 m). Er durchfließt in südwestliche Richtung die Ortschaft, wo er früher eine Mühle betrieb. Etwas unterhalb speiste der Eichenberger Bach das auch heute noch bestehende oberschlächtige Wasserrad der bereits stillgelegten Eichenberger Mühle. Er knickt danach Richtung Südosten ab und verläuft, begleitet von der Kreisstraße AB 12, nach Sailauf. Dort mündet der Eichenberger Bach auf 173 m ü. NHN in den Sailaufbach.

### Zuflüsse
- Unterer Steinbach (links)

### Flusssystem Aschaff
- Liste der Fließgewässer im Flusssystem Aschaff

## Geschichte

### Mühlen
Früher betrieb der Eichenberger Bach drei Mühlen. Nur noch von der Eichenberger Mühle, die auch Wüstenmühle genannt wird, besteht auch heute noch das oberschlächtige Wasserrad. Diese Getreidemühle wurde 1760 erbaut und 1960 stillgelegt:
- Mühle in Eichenberg
- Eichenberger Mühle (Wüstenmühle)
- Löflersmühle (Eselsmühle)

Siehe hierzu auch die Liste von Mühlen im Kahlgrund.